# Discrasita
La discrasita es un mineral del grupo II (sulfuros) según la clasificación de Strunz. Es una de las menas de plata menos frecuentes. Se halla junto con minerales del arsénico y del antimonio. Puede aparecer con una pátina de color gris a marrón.
Hay discrasita en Andreasberg, Harz (Alemania); Wolfach (Alemania); Markirch, Vosgos (Francia) y Harmsarvet (Suecia).
Se describió por primera vez en 1797 por una ocurrencia  en la mina Wenzel, Selva Negra, Alemania. El nombre viene de la palabra griega δυσκράσις, que significa "una aleación mala".

## Cristalografía y propiedades
La discrasita es un mineral metálico y es opaco. Cuando se encuentra al trasluz, sin embargo, demuestra un anisotropismo débil. El color de la discrasita bajo luz polarizada plana es gris oscuro / negro. Cuando se gira en una platina giratoria de un microscopio (bajo luz polarizada plana), el color de la discrasita cambia ligeramente de tono. Esta propiedad se llama pleocroismo. Por lo tanto, la discrasita exhibe un pleocroísmo de tornasol muy débil.
La discrasita pertenece a la clase de cristal ortorrómbica, lo que significa que sus tres ejes (a, b, y c) son desiguales en longitud y tienen 90° de separación entre sí.